# 잉걸스 조선소

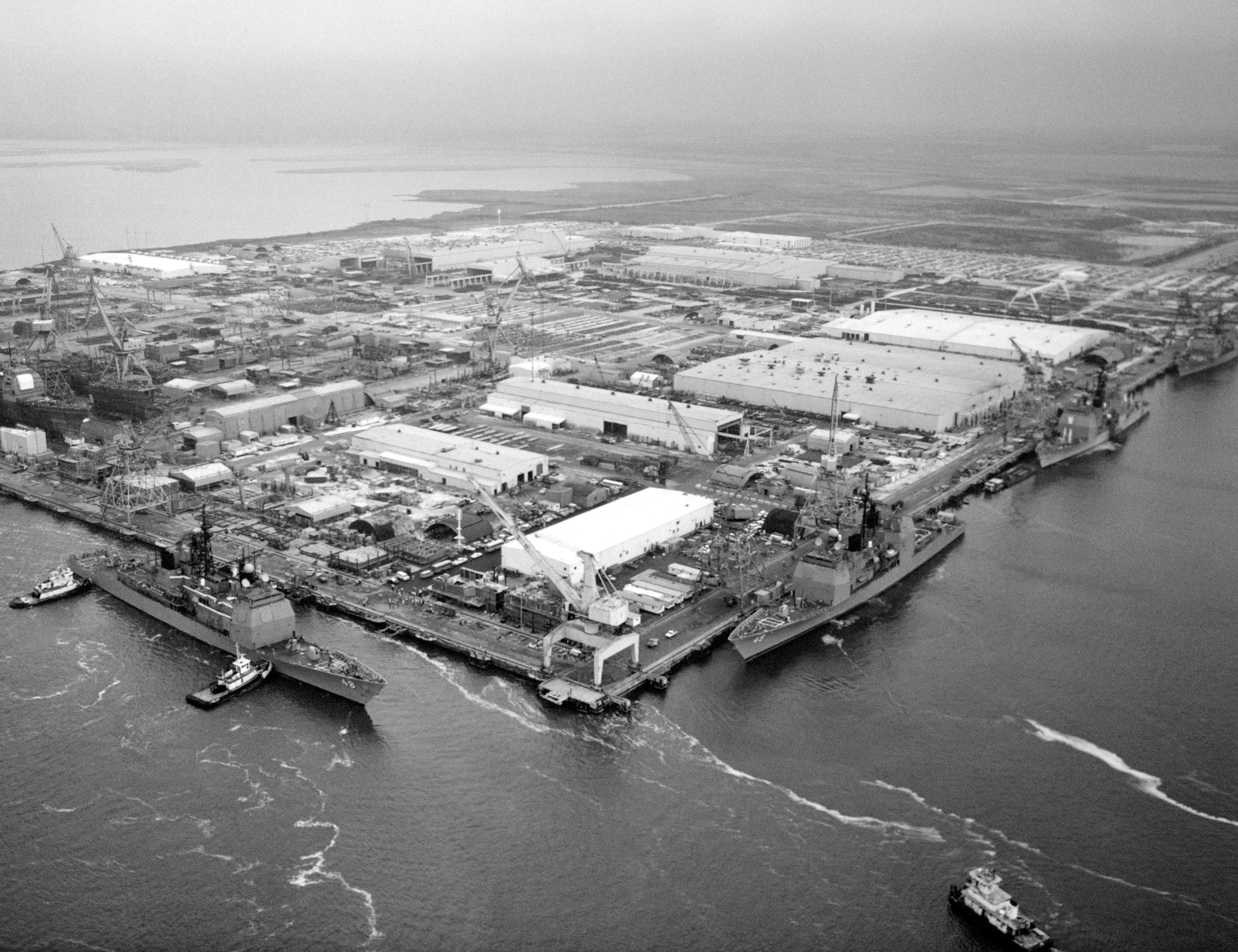
1985년 잉걸스 조선소의 모습. 5척의 이지스함이 보인다. 왼쪽부터, 건조중인 모바일베이함, 요크타운함, 빈세네스함, 밸리포지함, 벙커힐함

잉걸스 조선소(Ingalls Shipbuilding)는 미국 미시시피주 파스카골라에 위치한 조선소다. 1938년에 설립되었고 현재는 노스롭 그루먼 조선(Northrop Grumman Ship Systems)의 소속이다. 미국 해군 함정의 최대 제조자이며, 10,900 명의 근로자를 고용해 미시시피주 최대의 민간 고용자이다.

## 역사

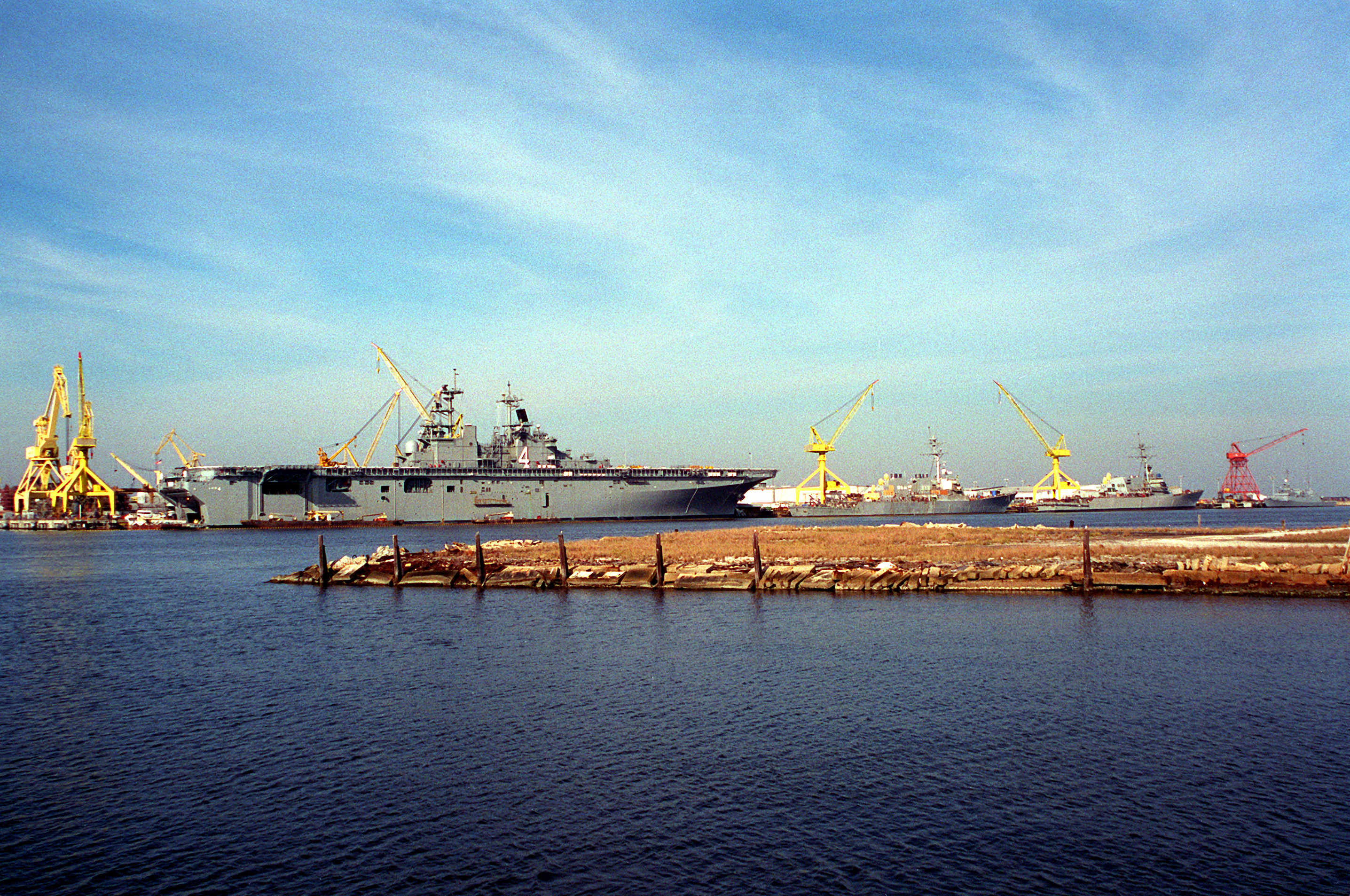
여러척의 미해군함정을 건조중이다. 왼쪽부터 복서함, 래미지함, 벤폴드함, 이스라엘의 하닛 초계함

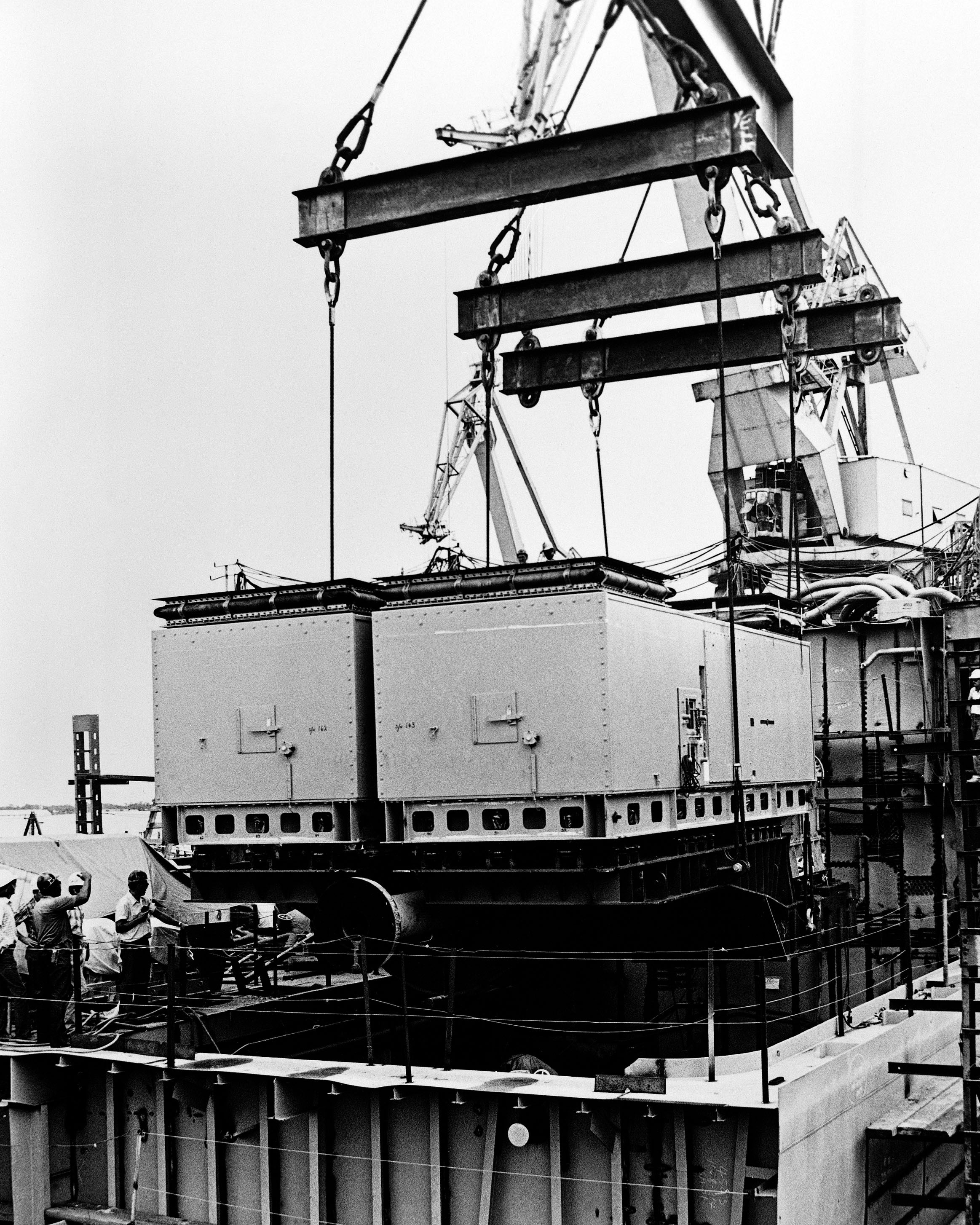
잉걸스 조선소의 기중기가 벙커힐 이지스함의 선체 속으로 추진모듈을 내리고 있다. 모듈은 GE LM2500 가스터빈 2기와 웨스팅하우스 기어감속장치로 구성되어 있다.

1938년 알라바마주 버밈햄 출신인 로버트 잉걸스가 미시시피주 파스카골라 강의 동쪽 제방에 Ingalls Shipbuilding Corporation를 설립했다.
잉걸스는 파스카골라강이 멕시코만으로 들어가는 강하구에 위치해 있다. 처음엔 상업용 선박을 건조하다가 1950년대부터 해군 사업을 시작했다. 1957년에는 12척의 원자력 공격형 잠수함을 수주했다.
1961년 방산업체 리튼 인더스트리가 잉걸스를 샀다. 1968년 강 반대편까지 조선소가 확장되었다. 1977년 잉걸스의 근로자수가 최대였다. 25,000명을 고용했다. 2001년 4월 노스럽 그러먼이 리튼을 인수했다.
2005년 8월 29일 허리케인 카트리나에 잉걸스 시설이 피해를 입었다.

## 제품
잉걸스의 주된 제품은 군함이다. 그러나 오일 플랫폼과 크루즈선도 제작한다. 이집트, 이스라엘, 베네수엘라 해군의 프로젝트도 사업도 수행했다. 1950년대에 디젤 기관차 시장에 진출하려고 시도했었다. 오직 하나, 모델 4-S만을 생산했다.

### 건조함 군함들

#### 구축함
- 스프루언스급 구축함:
- 키드급 구축함:
- 알레이버크급 구축함:[1]

#### 순양함
- 타이콘데로가급 순양함:

#### 상륙함 LPD
- 샌안토니오급 상륙함:[1]

#### 강습상륙함
- 이오지마급 강습상륙함:
  - USS 인천 (LPH-12)
- 타라와급 강습상륙함:
  - USS 타라와 (LHA-1) (퇴역), 캘리포니아주, 샌디애고
  - USS 사이판 (LHA-2) (퇴역), 버지니아주, 노포크
  - USS 벨로우드 (LHA-3) (퇴역), 캘리포니아주, 샌디애고
  - USS 낫소 (LHA-4), 버지니아주, 노포크
  - USS 펠렐리우 (LHA-5), 캘리포니아주, 샌디애고
- 와스프급 강습상륙함:
  - USS 와스프 (LHD-1)
  - USS 에식스 (LHD-2)
  - USS 키어사지 (LHD-3)
  - USS 복서 (LHD-4)
  - USS 바탄 (LHD-5)
  - USS 본옴리처드 (LHD-6)
  - USS 이오지마 (LHD-7)
  - USS 마킨 아일랜드 (LHD-8)
- 아메리카급 강습상륙함:[1]
  - USS 아메리카 (LHA-6)

#### 초계함
- 사르5급 초계함: